# Кохання під час холери
«Кохання під час холери» (ісп. El amor en los tiempos del cólera) — роман колумбійського письменника, лауреата Нобелівської премії Ґабріеля Ґарсії Маркеса. Вперше виданий іспанською мовою 1985 року. Вперше переклад українською мовою було надруковано в журналі «Всесвіт» (№ 9—12 1994 року), а 1999 року — у львівському видавництві Класика.

## Основні теми

### Спокуса
Деякі критики вважають «Кохання під час холери» сентиментальним твором про тривку силу кохання. Інші критикують такий погляд, як занадто спрощений. Ґабріель Ґарсія Маркес одного разу сказав в інтерв'ю: «Вважайте, щоб не потрапити в мою пастку».

### Деконструкція
Роман розглядає романтичне кохання в міріаді різних форм — від ідеального до гріховного, щоразу змушуючи читача сумніватися у таких поспішних судженнях, вводячи в сюжет суперечні до них елементи.

### Кохання як емоційна та фізична хвороба
Маркес розглядає кохання, як на буквально любовну хворобу, що її можна порівняти з холерою. Флорентіно хворіє на нього так, як він міг би хворіти й на будь-яку іншу болячку. В якусь мить у ньому поєднується фізичний біль із любовним болем, коли він збльовує, з'ївши квіти, аби убрати запах Ферміни. У фінальному розділі капітанова заява про метафоричну чуму є ще одним проявом цього.

### Старіння та смерть
Смерть Єремії Сентамура надихає Урбіно на роздуми про власну смерть, а особливо на немічності, яка їй передує. Для Ферміни та Флорентіно стає необхідним не лише перебороти труднощі кохання, але й суспільну думку, що кохання є привілеєм молодих  (і не згадуючи про фізичні складнощі кохання в зрілому віці).

## Кіноадаптація
Stone Village Pictures придбала права на екранізацію в автора за 3 мільйони доларів; режисером для майбутньої картини було обрано Майка Майка Ньюелла, сценаристом — Рональда Гарвуда. Знімання розпочалось у вересні 2006 року в Картахені, Колумбія.
Екранізація, бюджет якої склав 50 млн доларів, стала першим іноземним кінофільмом, знятим у мальовничому обмурованому місті за 20 років. Фільм вийшов на екрани 16 листопада 2007 року під егідою New Line Cinema. З власної ініціятиви Ґабріель Ґарсія Маркес переконав співачку Шакіру, уродженку сусіднього міста Барранкілья, виконати дві пісні для фільму.